# Districte de Riaba
El districte de Riaba és un districte de Guinea Equatorial, a la part oriental de la província Bioko Sud, a la regió insular del país. La capital del districte és Riaba. El cens de 1994 hi mostrava 3.327 habitants. Compta amb 14 Consells de Poblats.